# 马文广
马文广（1956年—），男，回族，山东曹县人，中国举重运动员、体育官员，国家体育总局举重摔跤柔道管理中心主任。他曾18次打破亚洲纪录，56次打破全国纪录。

## 家庭
妻子是中国游泳教练姚颖，女儿是游泳运动员马晨菲，女婿是篮球运动员、教练杜锋。